# Loveable Rogues
Die Loveable Rogues waren ein britisches Indie-Pop-Trio aus London.

## Geschichte
Die Bandmitglieder lernten sich auf der West Hatch High School in Chigwell (Essex) kennen und schlossen sich zusammen. Durch ein YouTube-Video von ihnen wurden die Produzenten der Castingshow Britain’s Got Talent auf sie aufmerksam und verpflichteten sie ohne weitere Vorausscheidungen für die sechste Staffel der Sendung im Jahr 2012. Sie erreichten dort das Finale und belegten Platz 4.
Danach nahm sie Showproduzent und Juror Simon Cowell bei seinem Label Syco Music unter Vertrag. Ihre Debütsingle What a Night erschien im April 2013 und erreichte auf Anhieb eine Top-10-Platzierung. Bis zur zweiten Single Honest verging ein ganzes Jahr und sie kam auf Platz 58. Das Album This and That schaffte es nur knapp in die Top 40 der UK-Charts und fiel nach einer Woche wieder heraus. Nach diesem enttäuschenden Ergebnis gab das Trio seine Auflösung bekannt.
Mit der This-and-That-Abschlusstour, die im November 2014 stattfand, verabschiedeten die Loveable Rogues sich von ihren Fans. Das letzte gemeinsame Konzert fand am 13. November 2014 in Manchester statt.

## Mitglieder

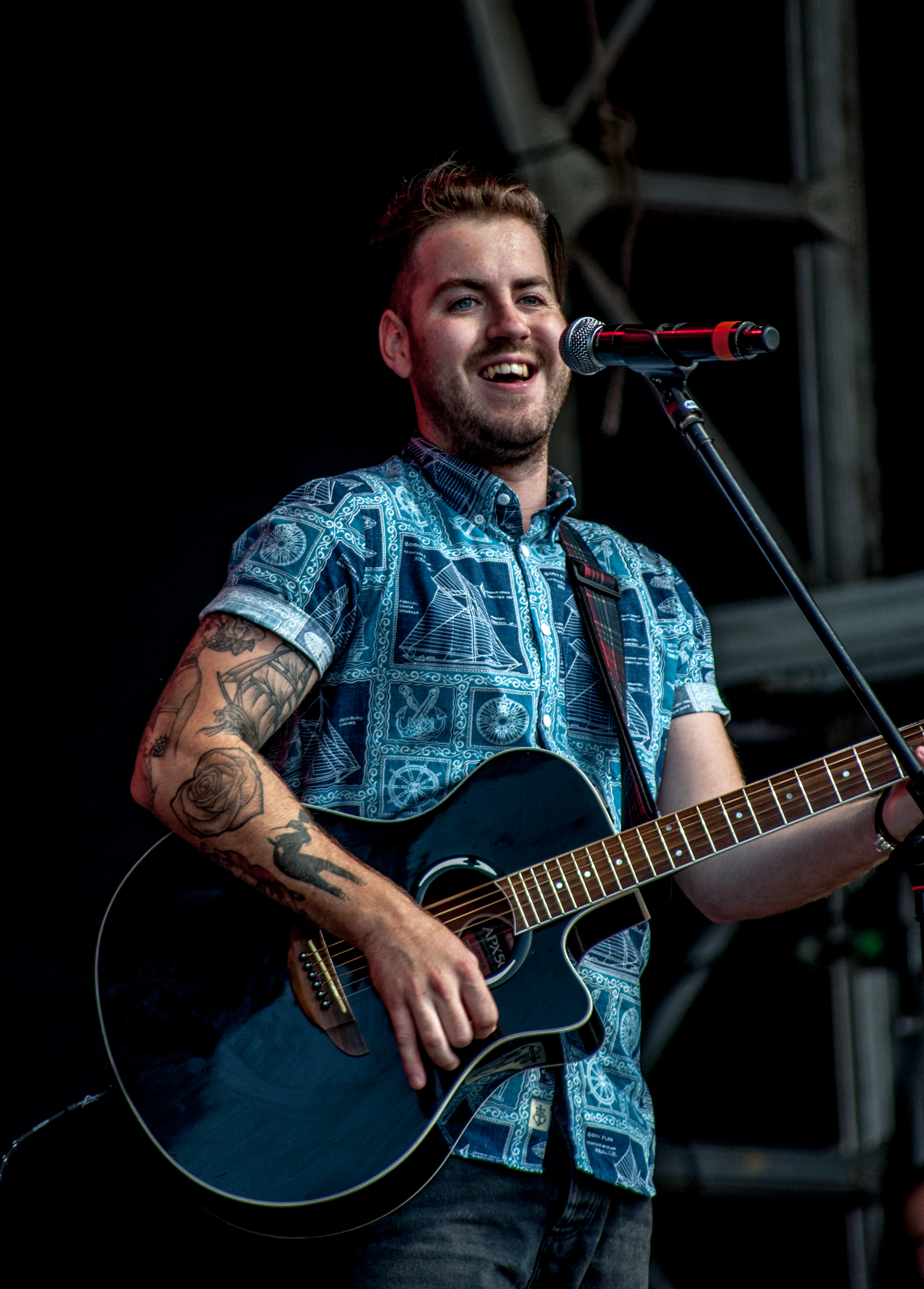
Eddie Brett
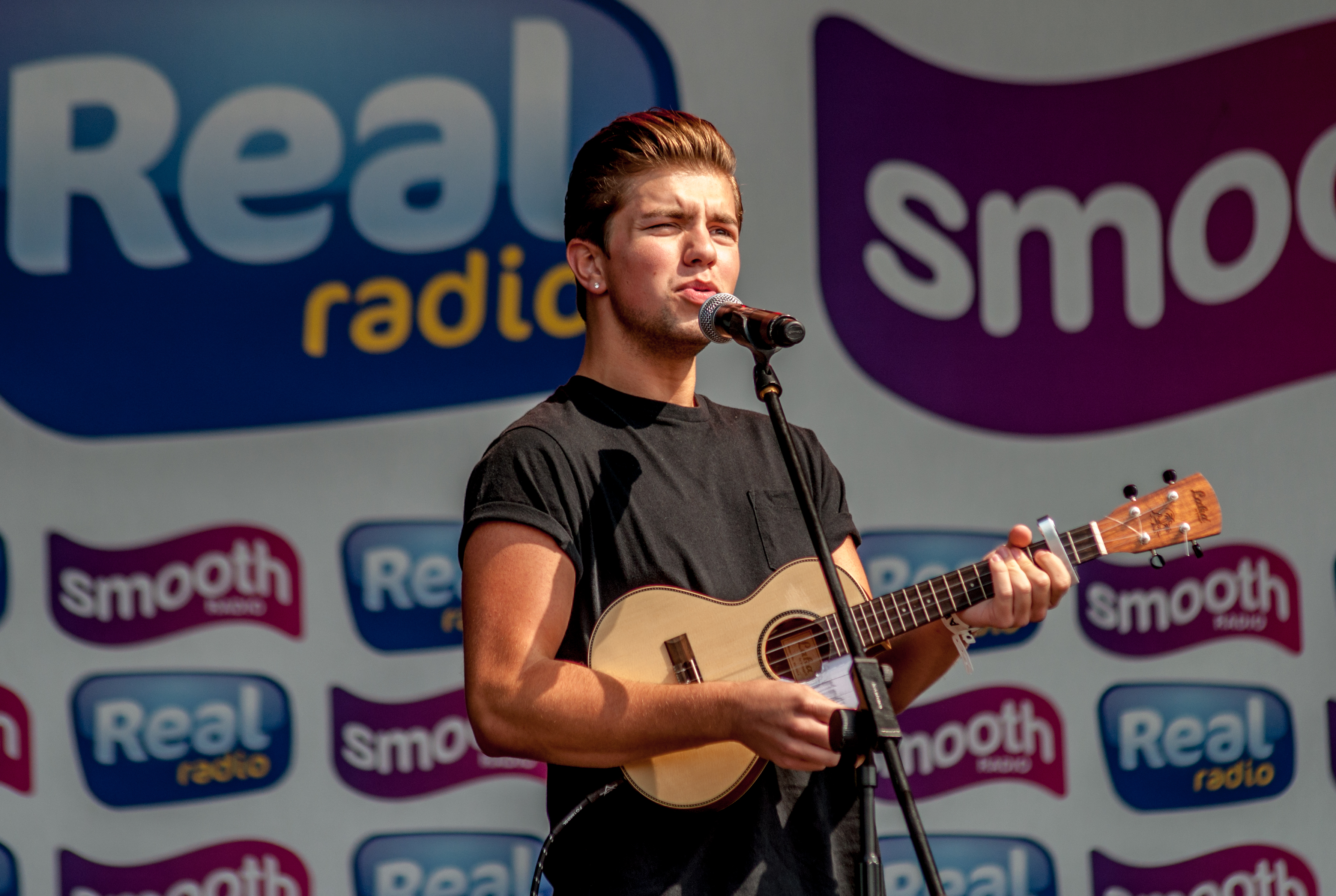
Sonny Jay Muharrem
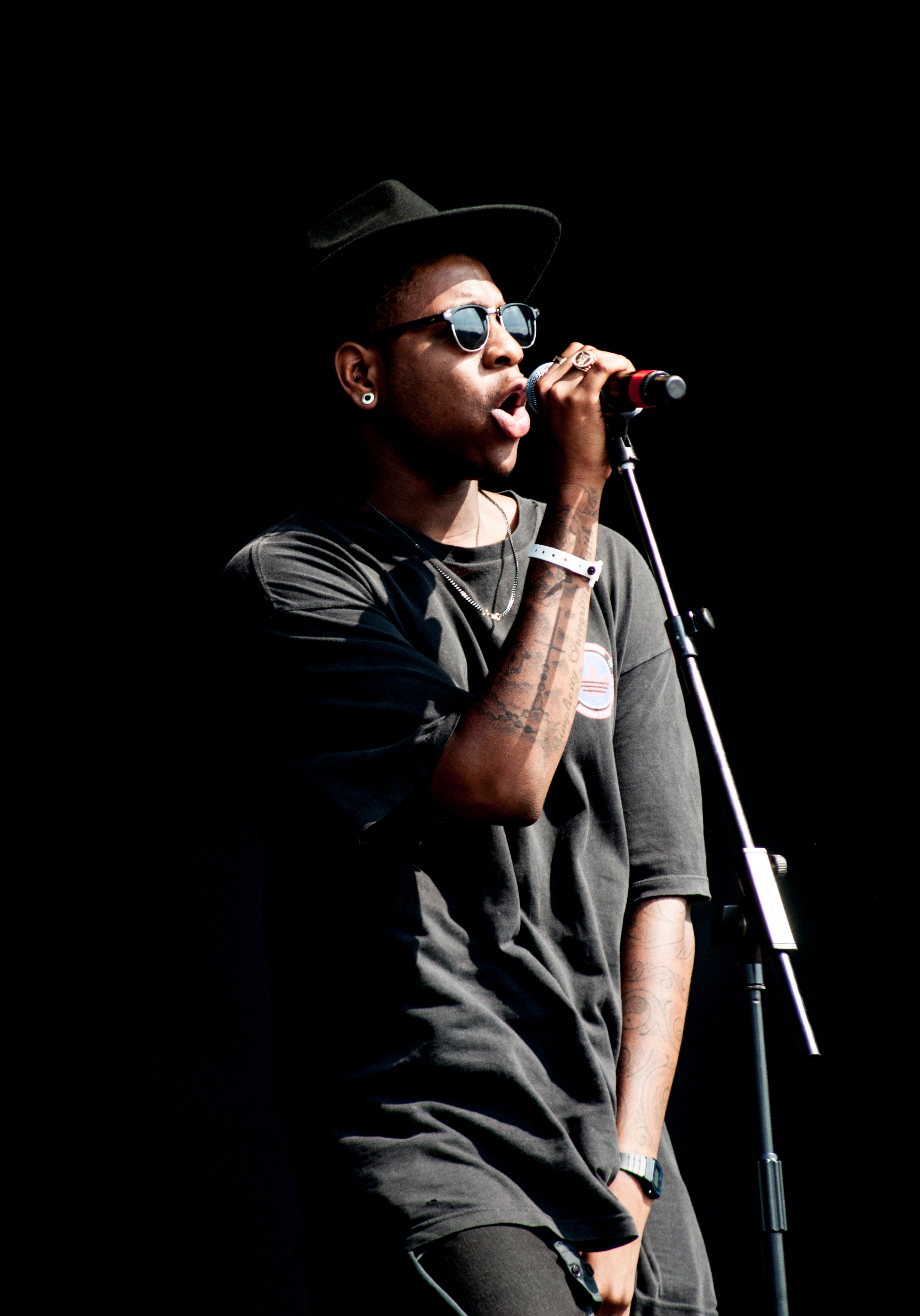
Té Eugene Qhairo

## Diskografie
Alben
- 2014: This and That

Lieder
- 2013: What a Night
- 2014: Honest